# Bullet Proof
Bullet Proof è un film del 1920 diretto da Lynn Reynolds.

## Trama
In caccia dell'assassino di suo padre, Peter Winton incontra Mary Brown, una ragazza rimasta ferita in un incidente di montagna. Anche Peter resta ferito in un altro incidente: svenuto, viene salvato da una banda di fuorilegge con a capo Jim Boone.
Jackie, la figlia di Boone, si innamora di Peter ma questi è innamorato di Mary, da cui è rimasto separato. A una festa, i due si ritrovano. Peter vi ritrova anche McGuirk, l'uomo che ha ucciso suo padre e alla fine riesce a ucciderlo. Jackie, che era terribilmente gelosa, si rende conto che quello che prova ora per Peter è solo amicizia e lui può ritornare da Mary.

## Produzione
Il film fu prodotto dall'Universal Film Manufacturing Company

## Distribuzione
Distribuito dall'Universal Film Manufacturing Company, il film uscì nelle sale statunitensi il 3 maggio 1920.

### Date di uscita
IMDb
- USA 3 maggio 1920
- Portogallo 8 settembre 1922

Alias
- À Prova de Bala Portogallo
- Luck USA (titolo di lavorazione)